# Jałynka Wełykyj Byczkiw
Jałynka Wełykyj Byczkiw (ukr. Спортивний клуб «Ялинка» Великий Бичків, Sportywnyj Kłub "Jałynka" Wełykyj Byczkiw) – ukraiński klub piłkarski z siedzibą w Wielkim Byczkowie, w obwodzie zakarpackim.

## Historia
Chronologia nazw:
- 19??—1994: Chimik Wełykyj Byczkiw (ukr. «Хімік» Великий Бичків)
- 1994—...: Jałynka Wełykyj Byczkiw (ukr. «Ялинка» Великий Бичків)

Piłkarska drużyna Chimik Wełykyj Byczkiw została założona w miejscowości Wełykyj Byczkiw. Zespół występował w mistrzostwach obwodu zakarpackiego. W 1993 zdobył Puchar obwodu i w sezonie 1993/94 debiutował w rozgrywkach Pucharu Ukrainy. Potem zmienił nazwę na Jałynka Wełykyj Byczkiw i w sezonie 1994/95 klub występował w Mistrzostwach Ukrainy spośród drużyn amatorskich.
Dalej zespół kontynuował występy w rozgrywkach mistrzostw i Pucharu obwodu zakarpackiego.

## Sukcesy
- Puchar Ukrainy:

1/64 finału: 1993/94
- Amatorska Liga:

2 miejsce: 1994/95